# التاريخ الجيني لإفريقيا

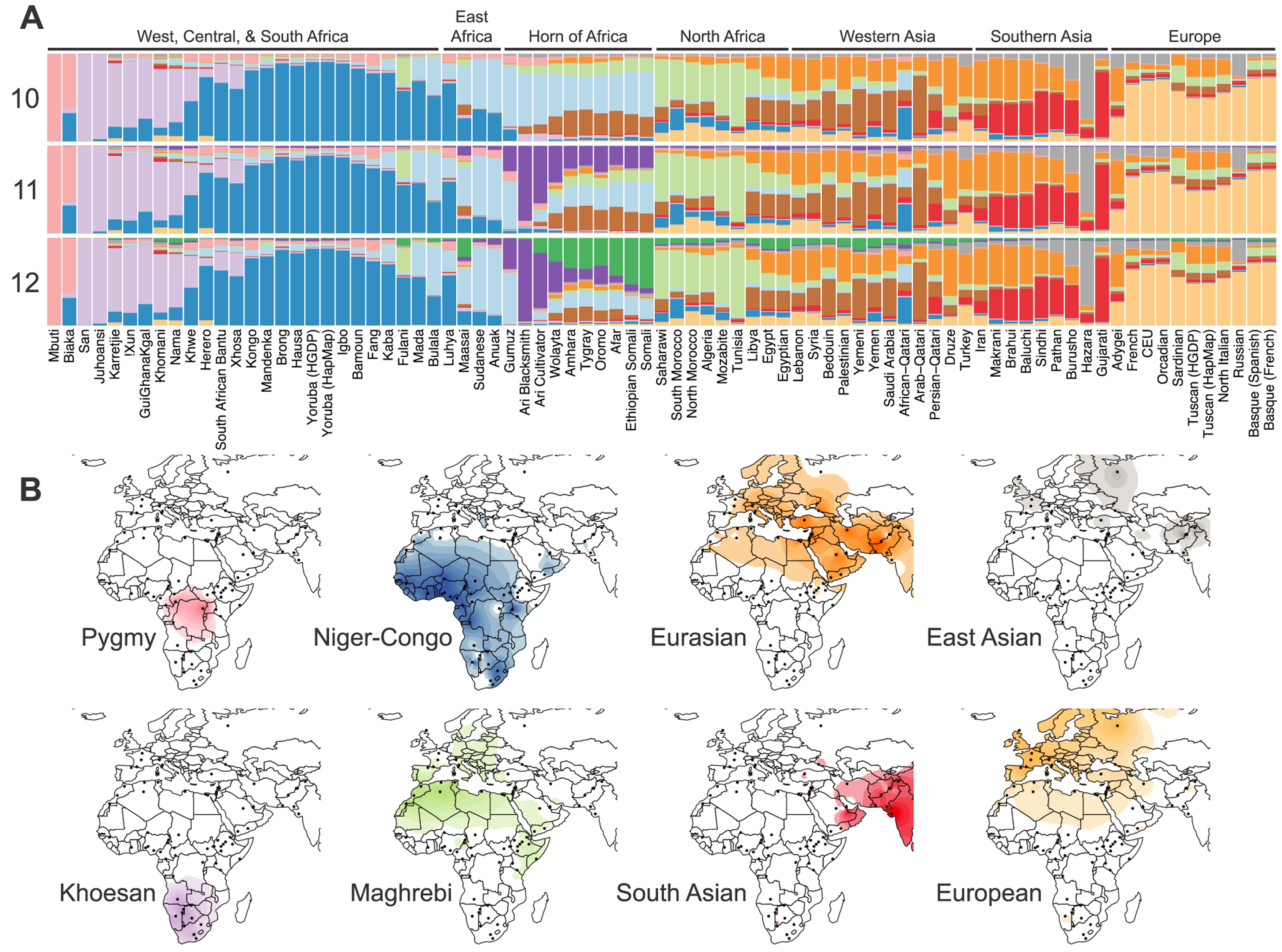
التركيبة السكانية للسكان الأفارقة في سياق واسع. يكشف تحليل ADMIXTURE لـ 2،194 فردًا من 81 مجموعة لـ 16،420 SNPs عن مكونات سلالة راسخة ومبتكرة في السكان الأفارقة.

يلخص التاريخ الجيني لأفريقيا التركيب الجيني والتاريخ السكاني لدى المجموعات السكانية الأفريقية في أفريقيا، ويتألف من التاريخ الجيني الشامل، بما في ذلك التاريخ الوراثي الإقليمي لشمال أفريقيا، وغرب أفريقيا، وشرق أفريقيا، ووسط أفريقيا وجنوب أفريقيا، بالإضافة إلى أصل الإنسان الحديث في أفريقيا. شكّلت الصحراء ممرًا عابرًا للأقاليم ومكانًا ملائمًا ليقطنه الناس في أفريقيا خلال مختلف المراحل الرطبة العديدة وعلى مر الوقت طوال تاريخ أفريقيا.

## لمحة عامة
تتميز شعوب أفريقيا ببنيتها التحتية الجينية الإقليمية والتغايرية الجينية. بالإضافة إلى الهوية العرقية اللغوية الخاصة بكل منها، يمكن تفسير هذه البنيات التحتية الجينية جزئيًا من خلال «التطور متعدد الأقاليم» لسلاسل الأنساب الإنسانية الحديثة في العديد من المناطق المختلفة من القارة الأفريقية، فضلًا عن أحداث الاختلاط اللاحقة، بما في ذلك الهجرات الخلفية من أوراسيا، لكل من المكونات الأوراسية الشرقية والغربية شديدة التباين.
تنقسم السلالة الجينية لدى الأفارقة إلى حد كبير وفقًا للجغرافيا وأسرة اللغات إذ تنتمي المجموعات السكانية إلى نفس المجموعات العرقية اللغوية وتتميز بدرجة عالية من التجانسية الجينية والتماسك الجيني. كان للتدفق الجيني، الذي تناسب مع أحداث الهجرة القصيرة والطويلة الأمد المتبوعة باختلاط واسع النطاق وأحداث عنق الزجاجة، تأثير هام على التركيب الجيني الإقليمي والبنية الديموغرافية للأفارقة. كان لتوسع البانتو التاريخي بدوره تأثيرات دائمة على التركيب الديموغرافي الحديث لأفريقيا، إذ تسبب في زيادة التجانس الجيني واللغوي. أضافت الدراسات الجينية، والأثرية واللغوية المزيد من المعلومات عن هذه الحركة: «تشير نتائجنا إلى وجود سلسلة جينية مستمرة للمجموعات الناطقة باللغات النيجرية الكنغوية في جميع أنحاء القارة ما سمح بتوسع فهمنا الحالي لطرق هجرة البانتو، وتوقيتها ونطاقها».
تظهر المجموعات السكانية الأفريقية إجمالًا درجة من التنوع الجيني واختلاف البنية التحتية الجينية، لكن من الممكن تصنيفها معًا في مجموعات متداخلة جزئيًا، على الرغم من تباينها:
- الكويسان أو «الصيادون وجامعو الثمار من جنوب أفريقيا» من منطقة جنوب أفريقيا، تمثلهم شعوب الكوسيان؛ يرتبط الكوسيان بأعمق انحراف (منذ 270 ألف سنة تقريبًا) من التنوع الجيني لدى الإنسان، إذ يشكلون مجموعة مميزة خاصة بهم. انقسم الكوسيان في وقت لاحق إلى مجموعتين فرعيتين متباعدتين، الشمالية والجنوبية، منذ 30.000 سنة تقريبًا.
- «الصيادون وجامعو الثمار من وسط أفريقيا» أو «الصيادون وجامعو الثمار في الغابات المطيرة» (البيغمي) من منطقة وسط أفريقيا، يمثلهم شعبا باياكا ومبوتي؛ يرتبط هؤلاء بانحراف عميق آخر (منذ 220 ألف سنة تقريبًا). انقسموا بعد ذلك إلى مجموعتين فرعيتين متباعدتين، الشرقية والغربية، قبل 20,000 سنة تقريبًا.
- «الأسلاف الأوراسيون» الذين يمثلون المجموعة السكانية السلف للأوراسيين الحديثين قبل توسعهم إلى خارج أوروبا بفترة قصيرة؛ من المتوقع انحرافهم عن المجموعات السكانية الأفريقية الأخرى في مكان ما من شمال شرق أفريقيا على الأرجح، منذ 70.000 سنة تقريبًا.
- مختلف المجموعات الناطقة باللغات الأفريقية الآسيوية من شمال أفريقيا والقرن الأفريقي، من المقترح انحرافهم عن المجموعات السكانية الأفريقية الأخرى منذ 50,000 سنة تقريبًا، لكن تشكل البيانات غير الكافية في الوقت الحالي وتدفق الجينات من المجموعات السكانية الأخرى عائقًا أمام التقدير الدقيق لتاريخ هذا الانحراف. تظهر المجموعات السكانية الناطقة باللغات الأفريقية الآسيوية درجات متفاوتة من الاختلاطات الأوراسية الغربية (الشبيهة بالنطوفية في المقام الأول، بالإضافة إلى الأناضولية والإيرانية من العصر الحجري الحديث)، وترتبط المجموعة المتبقية بشكل رئيسي مع السلالة الشبيهة بالنيلية. تظهر هذه المجموعات أيضًا درجة من التقارب مع نماذج التافوغالت من العصر الحجري القديم لشمال أفريقيا العائدة إلى الثقافة الإيبيروموريسية.[8]

- «الصيادون وجامعو الثمار من شرق أفريقيا»، يمثلهم الهادزا، والسانداوي، والناطقون بلغات الأوموتيك ونماذج موتا القديمة؛ تُعد علاقتهم مع بقية المجموعات السكانية غير واضحة فيما يتعلق بتطور السلالات، لكنهم يظهرون تقاربًا مع سكان شرق وغرب أفريقيا المعاصرين، ويمتلكون تدفقًا جينيًا شبيهًا بالكوسيان على طول الخط الشمالي الشرقي وصولًا إلى الجنوب الغربي، بالإضافة إلى اختلاطات أوراسية لاحقة (غربية)، لكن بدرجة أقل مقارنة بالمجموعات السكانية الناطقة باللغات الأفريقية الآسيوية.
- «قدماء شرق أفريقيا» أو «أسلاف غرب / شرق أفريقيا»، يرتبطون بالسلف المشترك للمجموعات السكانية الناطقة باللغات النيجرية الكنغوية الحديثة واللغة النيلية الصحراوية، إذ انحرفوا على الأرجح في منطقة وادي النيل منذ 28000 سنة تقريبًا. انقسموا بعد ذلك إلى مجموعتين متباعدتين، أسلاف الناطقين باللغات النيجرية الكنغوية ولغات البانتو في غرب أفريقيا ووسط غرب أفريقيا والناطقين باللغة النيلية / النيلية الصحراوية في شرق أفريقيا، منذ 18000 سنة تقريبًا. يمثل هؤلاء عنصر السلالة السائد والأكثر انتشارًا في أفريقيا الحديثة، ويرتبطون مع التوسعات السكانية الحديثة نسبيًا ذات الصلة بالزراعة وأنماط الحياة الرعوية.[10] تشير البيانات الجينية إلى تقارب هذه المجموعة مع المجموعات الأكبر سنًا من الصيادين وجامعي الثمار من شرق أفريقيا، لكن ما تزال العلاقة الدقيقة بينهما غير واضحة. توجد بعض الأدلة على وجود تدفق جيني محدود (9-13%) من إحدى السلالات البشرية الشبحية، التي يُطلق عليها اسم «الباحثين عن الطعام من غرب أفريقيا»، مع فترة انحراف أعمق أو مساوية في العمق مقارنة مع «الصيادين وجامعي الثمار الكوسيان»، إلى سكان غرب أفريقيا المعاصرين.[11]

- الشعب المدغشقري الناطق باللغات الأسترونيزية في مدغشقر، الذي يظهر اختلاطًا كبيرًا مع شرق / جنوب شرق آسيا نتيجة للتوسع الأسترونيزي، إذ ترتبط السلالة المتبقية بشكل رئيسي مع مكونات غرب وسط وشرق إفريقيا. يرجع تدفق الجينات بين هذه المصادر وفقًا للتقديرات إلى 2200 سنة تقريبًا.[12]